# Шуст-Назарчук Ірина Василівна
Ірина Василівна Шуст-Назарчук (нар. 19 червня 1975, м. Львів) — українська співачка, бандуристка, працює в академічному,  народному жанрі. Солістка тріо бандуристок «Червона калина», член Національної спілки кобзарів України з 1999 року, лауреат та дипломант багатьох конкурсів, лауреат премії імені Станіслава Людкевича у галузі музичного мистецтва (2006), Заслужена артистка України (Указ президента №18/2016, 22 січня 2016 року).

### Життєпис
У 1990–1994 рр. навчалася у Львівському музичному училищі ім. С. Людкевича (народні інструменти, бандура, вокал).
У 1994–1999 рр. — у Вищому державному музичному інституті ім. М. В. Лисенка (нині Львівська національна музична академія імені Миколи Лисенка) за спеціальністю «бандура», кваліфікація «концертний виконавець». Навчалась по класу бандури в народної артистки України професора Людмили Посікіри, по класу вокалу — в народної артистки України доцента Тамари Дідик.
У 1999–2002 рр здобула другу вищу освіту у Черкаському інституті МАУП за спеціальністю «правознавство».
З вересня 1993 року працює у Пустомитівській школі мистецтв викладачем класу бандури та вокалу. За час роботи в школі виховала плеяду учнів — бандуристів та вокалістів — переможців та дипломантів багатьох конкурсів. Багато років поспіль є керівником двох дитячих вокальних ансамблів — «Юність» та «Панянки з Пустомит», разом з якими концертує у місті, районі та області. Учениця Глухова Діана стала лауреатом І Премії ІУ Всеукраїнського фестивалю-конкурсу дитячого, юнацького та молодіжного мистецтва «Музична школа-2013» (вокальний жанр) у м. Києві.

### Творчість
З 1999 року увійшла до складу артистів тріо бандуристок «Червона калина» під керівництвом заслуженої артистки України Марії Сороки.
Як артистка брала активну участь у творчих вечорах відомих митців, зокрема: Анни-Ярославни Анни Канич (м. Львів), М. Дацка (м. Львів), В. Ф. Пархоменко (м. Київ), С. Шевченка (м. Київ) та інших.
Разом з тріо «Червона калина» активно пропагує пісенну творчість Тараса Шевченка, зокрема, щорічні концертні виступи у Каневі, Києві, Санкт-Петербурзі.
2011 рік — похід останнім шляхом Кобзаря, присвячений 150-річчю від дня перепоховання Т. Г. Шевченка, Санкт-Петербург — Канів.
Бере активну участь у концертній діяльності за межами України з пропагандою та популяризацією бандурного мистецтва та української пісенної творчості (Німеччина, Велика Британія, Австрія, Данія, Бельгія, Нідерланди, Франція, Білорусь, Казахстан, Росія).

### Доробок
У 2010 році підготувала сольний концерт «Голос серця», який пройшов у Палаці Потоцьких {м. Львів).
Випустила сольний альбом «Від Миколая до Йордану». Також записано компакт-диски тріо бандуристок «Червона калина» — «Співає тріо «Червона калина» № 1 та № 2., «Пісенний уклін матерям», "Блаженні" - 23 твори на прославу українських новомучеників проголошених блаженними святим отцем Іваном - Павлом II. 

### Відзнаки
Педагогічне звання «Методист викладач» та кваліфікаційну категорію викладача «Спеціаліст вищої категорії» Пустомитівської школи мистецтв.
Лауреат та дипломант багатьох конкурсів: 1997 р. — м. Копенгаген (Данія), неодноразово — дипломант всеукраїнського конкурсу «Дзвени, бандуро», Всеукраїнського конкурсу «Квіти Прикарпаття» — 1 премія; гран-прі телевізійного всеукраїнського фестивалю-конкурсу «Мелодії Різдва»; фестивалю-конкурсу козацької пісні «Байда» та інших.
У 2006 році за активну, професійну концертну діяльність в Україні та за кордоном отримала найвищу мистецьку нагороду Львівщини — лауреата премії імені Станіслава Людкевича в галузі музичного мистецтва.
Неодноразово за активну концертну та професійну творчу діяльність нагороджена грамотами ЛОДА. За високу виконавську майстерність, вагомий особистий внесок у популяризацію української музичної та пісенної творчості нагороджена грамотами Міністерства культури України. У 2011 р. як артистка творчого колективу «Червона калина» отримала Подяку Верховної Ради України.

## Світлини

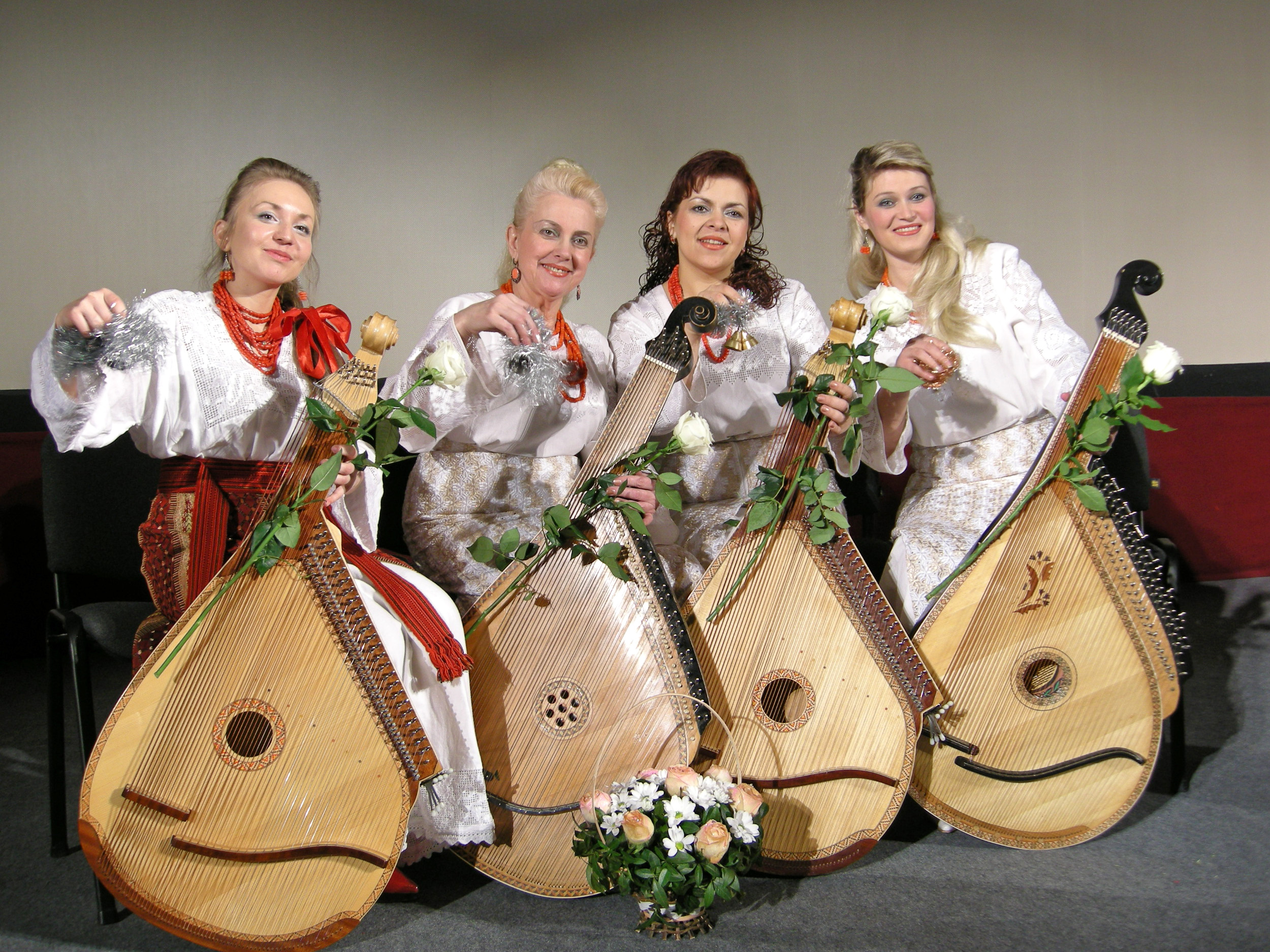
Артистки тріо бандуристок «Червона калина» Наталія Кончаківська, Марія Сорока (заслужена артистка України), Ірина Шуст-Назарчук, Любов Вальчак